# 廖奉基
廖奉基（1894年—1957年5月1日），女，廣東番禺人，教育家。自幼在澳門居住。就讀於子褒學堂，後轉學廣州嶺南學校，畢業後留學英國，後獲美國邊麻大學碩士學位。1925年在廣州創辦粵華中學，任校長，1927年粵華中學遷到澳門，致力於澳門教育事業。抗戰時期領導學生敎工參加救濟工作，推動澳門婦女抗日救亡運動。1957年5月1日在柯高馬路遇車禍不幸喪身。

## 生平
廖奉基，廣東番禺人，家族世居廣州。她生長在一個著名的基督教家庭，其父廖德山是醫生，和孫中山是同學兼革命戰友，曾任其時的大元帥府顧問，1890年與教友共同創立培正書院（培正中學前身），任副校長。廖奉基在廖德山的十個子女中排行第三，1925年在廣州與譚綺文一同創辦粵華中學，其後遷校澳門，是澳門著名教育家。
到了1942年1月太平洋戰爭爆發，香港淪陷，澳門形如孤島，糧食不足，人口流失，學生數目亦大減，學校因缺經費，紛紛關閉，日寇迫害和謀殺堅持辦好中文學校的教育家。為減輕家長負担，便減收學費，及容許分期繳交，盡力為學生解決學籍問題。由於時局變化，1942年廖把她創辦了18年的粵華中學交給天主教鮑思高慈幼會接辦。
轉交粵華一事後，廖奉基仍任粵華中學校董。戰後，廖返澳門繼續教育事業，歷任協和學校、蔡高中學、濠江中學等校教職，課餘猶設夜校，為業餘青年補習英文，深受學生愛戴。
1957年5月1日下午，她於課後到市場買菜，回家路上，不幸在柯高馬路近連勝馬路口的行人道旁，被汽車撞倒，被送山頂醫院急救，臨終留下一語：“我叫廖奉基，以前的粵華校長。”半小時後逝世，終年62歲。廖校長的死訊轟動一時，各界弔唁者眾，次日下午七時大殮，5月3日親臨執紼者二千餘人。靈柩先後在粵華中學校門、她的居址柯高馬路25號及遇難地點停下致哀。5月4日安葬珠海前山牛頭角墓地。各界追悼大會在5月26日上午於清平戲院舉行，並出版特刊，以誌哀思。